# Cree (taal)
Het Cree (Frans: Cri) is een dialectcontinuüm van Algonkische talen met ca. 117.000 sprekers, verspreid over heel Canada en de Amerikaanse staat Montana. Als de groep nauw verwante dialecten als één taal beschouwd wordt, is het Cree de meest gesproken indiaanse taal in Canada.

## Onderverdeling
Cree is de taal van de Ayisiniwak, de grootste inheemse bevolkingsgroep in Canada. Het is een officiële taal in de Northwest Territories, hoewel het daar nauwelijks gesproken wordt. Zo'n 96.000 mensen spreken de taal als moedertaal (inclusief het Innu, Naskapi en Atikamekw).
Het Cree wordt soms ook bestempeld als het "Cree-Montagnais-Naskapi", verwijzend naar de belangrijkste subgroepen (waaronder het Innu/Montagnais en het Naskapi) die in Oost-Canada gesproken worden. Er worden negen verschillende dialecten onderscheiden:
- Plains Cree (vlakte en prairie)
- Woods Cree (bossen en wouden)
- Swampy Cree (moerassen)
- Moose Cree (elandgebied)
- James Bay Cree of East Cree (ten oosten van de Sint-Jacobsbaai)
- Atikamekw
- Western Montagnais (westelijke bergbewoners)
- Eastern Montagnais (oostelijke bergbewoners)
- Naskapi

## Verwante creoolse talen
Cree is een component van verschillende Canadese creoolse talen: Michif (een mengeling van Frans en Cree), Bungee (een combinatie van Cree en Schots-Gaelisch, nu uitgestorven) en Chinook Jargon (een mengtaal van Chinook en verschillende andere talen. Oji-Cree (ook bekend als Anishininiimowin of Severn Ojibwa) is een dialect van Ojibwe dat elementen van zowel Ojibwe als Cree bevat.

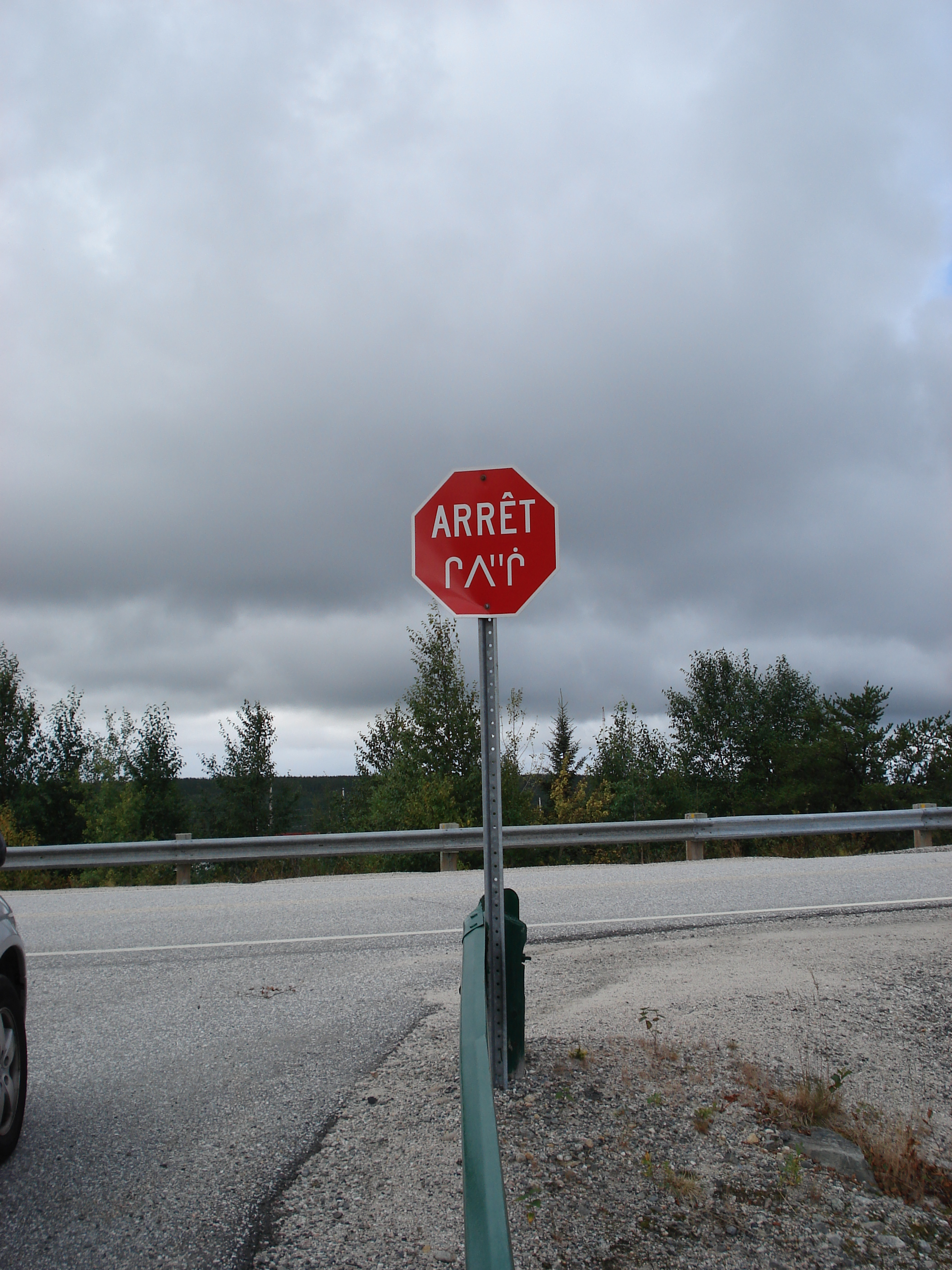
Een stopbord in Quebec, in zowel Frans als Cree

## Schrift
Het Cree wordt geschreven met een eigen schrift, een variatie op Canadees Aboriginal Syllabics, een abugida dat werd ontworpen door de missionaris James Evans in de jaren 1840. Cree kan ook met het Latijnse alfabet geschreven worden. De oostelijke dialecten (Montagnais) worden uitsluitend met het Latijnse alfabet geschreven. Een aantal religieuze boeken zijn in het Cree uitgegeven, waaronder de Bijbel, die in 1861 in het Cree uitkwam. Ook is er een Wikipedia in het Cree. Het Belgisch-Nederlandse tijdschrift De Kiva zamelt geld in om boeken in het Cree te laten drukken met plaatselijke mythen en legenden.

## Voorbeelden
Zoals in veel andere indiaanse talen kan een woord zeer lang zijn en iets betekenen waarvoor in het Nederlands een aantal woorden nodig zijn. Het woord voor "school" bijvoorbeeld, kiskinohamātowikamik, betekent zoiets als "Samen-kennen-door-voorbeeld-plaats".
De rivier de Saskatchewan en provincie Saskatchewan ontlenen hun naam aan de Creebenaming voor de rivier, kisiskatchewani, wat "snel stromend" betekent. De naam van Saskatoon, de grootste stad van de provincie Saskatchewan, is afgeleid van misaaskwatoomin, de Creenaam voor een plaatselijk voorkomende vrucht.